# Потёмкина, Елизавета Петровна
Елизавета Петровна Потёмкина  (5 марта 1796—1870 или 1873), урожд. княжна Трубецкая — светская красавица, сестра декабриста С. П. Трубецкого, жена С. П. Потемкина (1787—1858), «одного из арестованных» в связи с шумным скандалом, произошедшим в марте 1830 г. в частном театре С. В. Карцевой из-за пощечины, данной актрисе Альфред (история описывается в письме Пушкина Вяземскому от 14 марта 1830 г.). 

## Биография
Происходила из рода князей Трубецких, — правнучка генерал-фельдмаршала Никиты Юрьевича Трубецкого. Дочь князя Петра Сергеевича Трубецкого (1760—1817, действительный статский советник, нижегородский губернский предводитель дворянства) от первого брака со светлейшей княжной Дарьей Александровной Грузинской (ум. 1796), дочерью грузинского царевича Александра. Братья — Сергей (1790-1860), Александр (1792—1853), Пётр (1793—1840) и Никита (1804—1886).
Была посаженой матерью на свадьбе Пушкина с Натальей Гончаровой. Адресат его шутливого стихотворения «Когда Потемкину в потемках» (1830-е).
Первый брак был заключен с Сергеем Павловичем Потемкиным. С 1841-го года жили раздельно.
С 28 сентября 1858 года была замужем за сенатором И. Подчасским. Графиня Потёмкина не была счастлива со своим первым мужем и жила с ним раздельно, её позднему второму браку предшествовала давняя и взаимная привязанность. Имели сына:
- Лев Ипполитович (1836—1862), в 1856 году был возведён в дворянство, служил в московском Архиве иностранных дел; затем — следователем в Калуге. По отзывам современника, был «веселым, прекрасным собой и много обещавшим молодым человеком». Умер от чахотки в Висбадене.

Считалась одной из первых красавиц того времени. Была известна в обществе своим природным очарованием и прелестной внешностью.